# André Santos
André Clarindo dos Santos (São Paulo, 8. ožujka 1983.) bivši je brazilski nogometaš.